# لغت‌شناسی
فقه‌اللغه، فیلولوژی (به فرانسوی: Philologie) یا لغت‌شناسی یا متن‌شناسی دانش مطالعهٔ واژه و نوشته در منابع تاریخی، با توجه به ترکیب جنبه‌های ادبی، تاریخی، و زبان‌شناختی آن است.
فیلولوژی کلاسیک به دانش فیلولوژی یونانی، لاتین، و سانسکریت گفته می‌شود. فیلولوژی کلاسیک پیش از فیلولوژی، و در زمان انسان‌گرایی دوران نوزایش اروپا، شکل گرفت، اما بعدها با فیلولوژی زبان‌های اروپایی (آلمانی، سلتی، اسلاوی، و دیگرها) و زبان‌های نااروپایی (سانسکریت، فارسی، عربی، چینی، و دیگرها) ادغام شد. مطالعات هند-اروپایی به فیلولوژی زبان‌های هند-اروپایی و مطالعات تطبیقی گفته می‌شود.